# Efferia cressoni
Efferia cressoni este o specie de muște din genul Efferia, familia Asilidae. A fost descrisă pentru prima dată de James Stewart Hine în anul 1919. Conform Catalogue of Life specia Efferia cressoni nu are subspecii cunoscute.